# Irma Urteaga
Irma Urteaga (San Nicolás de los Arroyos, 7 de marzo de 1929 - Buenos Aires, 14 de febrero de 2022), fue una compositora, pianista y profesora argentina.
Junto a Amanda Guerreño fundó en 2004 el Foro Argentino de Compositoras, del cual fue vicepresidenta. Fue secretaria del Consejo Argentino de la Música, vicepresidenta y socia honoraria de la Asociación Argentina de Compositores y miembro de Compositores Unidos de la Argentina.
Entre tanto de sus intérpretes en la música de cámara vocal de la destacada compositora, se encuentra el Tenor tucumano Jorge Guerrero Dantur

## Trayectoria
Urteaga nació en San Nicolás, Buenos Aires. Empezó sus estudios en la ciudad entrerriana de Paraná. Se trasladó a Buenos Aires y allí continuó su formación, estudiando piano con María Lucrecia Madariaga de Gilardi, Josefa Hernandorena y Jorge Fanelli, y armonía con Beatriz Hernandorena y Gilardo Gilardi. Tuvo también como docentes a Roberto García Morillo, Jacobo Fischer, Roberto Caamaño, Valdo Sciamarella y Alicia Terzian.
Logró el título de profesora (con especialidad en piano) en el año 1959, en el Conservatorio Nacional de Música “Carlos López Buchardo". En la misma institución estudió composición, egresando en 1971 con medalla de oro.
En el Instituto Superior de Arte del Teatro Colón se formó en dirección orquestal y coral, egresando de esas carreras en 1968.
Urteaga se desempeñó como maestra interna del Teatro Colón dirigiendo ópera, y lo hizo también en el grupo Ópera de Bolsillo.
A lo largo de su trayectoria obtuvo varios premios en composición y otros reconocimientos por sus logros.
Dictó clases de canto, repertorio, armonía, composición y dirección orquestal.
También ofició de jurado en diversos concursos de índole musical.

## Premios y reconocimientos
- Premio Promociones Musicales 1969, por su obra Variaciones y Toccata.[5]
- Premio Estímulo Cultural 1971 por su obra Cuarteto de cuerdas.[5]
- Premio Municipal de la Ciudad de Buenos Aires 1974 por su obra Existenciales.[14]
- Premio Luis Gianneo 1974 por parte de la Dirección Nacional de Enseñanza Artística.[5]
- Premio de Música 1974 para la categoría "Música de cámara para dos o más instrumentos con o sin intervención de instrumentos solistas o voces solistas" por parte de Artistas Premiados Argentinos.[15]
- Premio Municipal de la Ciudad de Buenos Aires 1976 por su obra Designios.[5]
- Premio de Música 1976 para la categoría "úsica sinfónico-coral y música coral a capella" por parte de Artistas Premiados Argentinos.[15]
- Premio Municipal de la Ciudad de Buenos Aires 1977 por su obra Expectación.[5]
- Premio de Música 1977 para la categoría "Música para instrumento sólo y para canto con un sólo instrumento acompañante" por parte de Artistas Premiados Argentinos.[15]
- Premio del Fondo Nacional de las Artes 1980 por su obra Turbulencias.[16]
- Mención Premio Nacional 1984-1987 por su obra Sueños de Yerma.[14]
- Fondo Nacional de las Artes 1988 por su obra Sueños de Yerma.[14]
- Premio Tribuna Nacional de Compositores 1989 por su obra Sueños de Yerma.[14]
- Mención SADAIC 1990 por su obra El mundo del ser.[5]
- Premio Asociación Amigos del Coro Nacional de Niños 1992 por su obra Los alumbramientos.[17]
- Premio Tribuna Nacional de Compositores 1993 por su obra El mundo del ser.[5]
- Mención Premio Nacional 1990-1993, por Cánticos para soñar.[14]
- Premio a la Trayectoria 2000 por parte de la Asociación de Críticos Musicales de la República Argentina.[5]
- Premio Mozart Jubileo Tercer Milenio al Mérito Artístico otorgado en 2006 por el Mozarteum (Santa Fe - Filial Salzburgo).[18][5]
- Premio 2006 a los Hacedores de la Cultura de la Ciudad de Santa Fe.[5]
- Premio del Fondo Nacional de las Artes 2009 a la trayectoria artística (música).[19]
- Premio a la trayectoria 2014 por su condición de docente, por parte de la Asociación de Críticos Musicales de la República Argentina.[20][21]
- Premio Trayectoria APA 2016, en la categoría Música, por parte de Artistas Premiados Argentinos.[22]
- En 2019, en ocasión de sus 90 años, se realizó un concierto en su homenaje en la Sala García Morillo de la Universidad Nacional de las Artes, organizado por el Departamento de Artes Musicales de esa casa de estudios y el Foro Argentino de Compositoras.[23]
- Diploma de socia honoraria por parte de la Asociación Argentina de Compositores en 2021.[4]